# مونیکا لمب پاول
مونیکا لمب پاول (انگلیسی: Monica Lamb-Powell؛ زادهٔ ۱۱ اکتبر ۱۹۶۴) بازیکن بسکتبال اهل ایالات متحده آمریکا است.
وی در مسابقات کشوری و بین‌المللی در مجموع برندهٔ ۱ مدال طلا شده‌است.